# Somatolophia pallescens
Somatolophia pallescens là một loài bướm đêm trong họ Geometridae.